# Albin Stuebs
Albert  Gustav  Robert  Stuebs, Pseudonym Albin Stuebs, (* 20. Februar 1900 in Berlin; † 2. Juli 1977 in Hamburg) war ein deutscher Schriftsteller und Journalist.

## Leben
Albin Stuebs besuchte die Volksschule in Berlin und erlernte den Beruf des Goldschmieds. Erste literarische Arbeiten entstanden unter dem Einfluss der Wandervogelbewegung, in der sich Stuebs von 1917 bis in die 1920er Jahre engagierte. Seit Mitte der zwanziger Jahre war er Mitglied der KPD. Ende der 1920er Jahre holte er sein Abitur nach und studierte Wirtschaftswissenschaft in Berlin. Nebenbei verfasste er Erzählungen, von denen eine im Malik-Verlag erschien.
Nach der Machtübergabe an die Nationalsozialisten wurde er im April und Juli 1933 inhaftiert. Er emigrierte Ende Juli 1933 in die Tschechoslowakei. Sein Roman Milly konnte nicht mehr in Deutschland erscheinen, das Manuskript gilt als verschollen. In Prag arbeitete er an Exil-Zeitschriften mit (Arbeiter Illustrierte Zeitung (AIZ), Der Gegen-Angriff, Die neue Weltbühne, Neue Deutsche Blätter). Dort wurde er auch Mitglied des Bundes proletarisch-revolutionärer Schriftsteller (BPRS). Nach der Besetzung des Sudetenlands im Herbst 1938 durch NS-Deutschland floh Stuebs nach England, wo er mit Unterbrechung bis 1948 lebte. Er wurde während des Zweiten Weltkriegs 1940/41 als „feindlicher Ausländer“ (enemy alien) für 18 Monate in Australien interniert, wo er u. a. zusammen mit Peter Stadlen und Ulrich A. Boschwitz war.
Während seines Exils in England brach er mit dem Kommunismus. Er arbeitete nach seiner Rückkehr aus dem Exil in Hamburg als Abteilungsleiter beim NWDR, später NDR. Stuebs gilt als der Entdecker von Wolfgang Menge. Er war Mitglied der Gruppe 47 und nahm am 1. Gesamtdeutschen Schriftstellerkongreß 1947 in Berlin teil. Seine Theaterstücke erfreuten sich auf Hamburger Bühnen in den 50er Jahren einer gewissen Beliebtheit (z. B. Ohnsorg-Theater).

## Werke
- Der Mann, der  immer  kleiner wurde, in: Wieland Herzfelde (Hrsg.): Dreissig neue deutsche  Erzähler, Malik:  Berlin, 1933, S. 397–428, wiederveröffentlicht Leipzig, 1983, 260-79.
- Freideutsche Siedlung Höhbeck, Neue Deutsche Blätter, 1934, Nr. 4, 214-223; 1935, Nr. 5,  293-298;  1935,  Nr.  6,  354-359.
- Der Rattenfänger bei den Schildbürgern. Schauspiel, in: Das Wort, H. 10, 1938, 65-74, auch in: Hansjörg  Schneider (Hrsg.): Stücke aus dem Exil, Berlin, 1984, S. 101–133
- Spanischer Tod, London, 1943
- Romantisches Vorspiel. Roman, Nürnberg, 1946
- Wir  armen  deutschen  Brüder.  Schauspiel,  Nürnberg,  1948
- Der wahre Jakob, Nürnberg, 1949